# Куртатинское общество
Куртати́нское о́бщество (осет. Куырттаты æхсæнад) — общество, располагавшееся в Куртатинском ущелье Северной Осетии.
Название ущелья и общества образовано от имени родоначальника куртатинской аристократии — Курта.
в XVII—XIX веках общество представляло собой особую форму демократического строя с явными признаками сословного деления. В отличие от Тагаурского общества, где власть была сосредоточена в руках 11 крупных феодальных родов, в Куртатинском обществе насчитывалось порядка 50 благородных фамилий таубиев или куртат, большинство из которых насчитывало по 1-2 семьи. Куртатинское общество имело демократический строй и фактически представляло из себя республику.

## Описание
Куртатинское ущелье занимало ущелье реки Фиагдон Северной Осетии и состояло из двух частей — Куртатинской и Цимитинской общин, названия которых произошли от собственных имён Курта и Цимити — родоначальников привилегированных фамилий Куртатинского общества. Делилось оно на те же классы, что и в других осетинских обществах, то есть феодалов — куртат или уазданлагов, и зависимые сословия — фарсаглагов, кавдасардов и рабов.
Куртатинская община
Ацонага, Барзикау, Гули, Гусыра, Даллагкау, Даллаг Карца, Джизи, Дзивгис, Дзуарикау, Фардыгдон
Цимитинская община
Кадат, Урикау, Хидикус, Цимити

## Население
| год  | дворов | душ  |
| ---- | ------ | ---- |
| 1812 | 780    |      |
| 1838 | 488    | 2779 |
| 1850 | 539    | 4791 |
| 1867 | 723    | 6174 |